# Chloris
Chloris (grøniriskslægten) er en slægt af fugle i familien finker, der er udbredt i Europa og Asien. Slægten, der omfatter fem arter, er foreslået at omfatte nogle af de arter, der traditionelt placeres i slægten Carduelis, og som på grund af ny viden om deres afstamning bør placeres i egen slægt.
I Danmark findes fra slægten den almindeligt ynglende grønirisk (C. chloris). 
Arterne i slægten Chloris har et næb, der i form minder om kernebiderens (Coccothraustes coccothraustes) spidse næb, men det er betydeligt mindre. Vingerne er spidse med anden og tredje håndsvingfjer cirka af samme længde. Halen er tydeligt kløftet.

## Arter
Nogle af de fem arter i slægten Chloris:
- Grønirisk, C. chloris
- Brunirisk, C. sinica
- Himalayagrønirisk, C. spinoides